# Бресквица
Анђела Игњатовић (Београд, 19. мај 2001), познатија као Бресквица, српска је певачица. Каријеру је започела 2019. синглом Утопиа, након чега је стекла популарност сарадњом са тадашњим дечком Војажем. Након раскида, наставила је соло каријеру синглом Срећан пут. Дебитантски студијски албум, Турбо и фолк, издала је у новембру 2024.

## Биографија
Рођена је 19. маја 2001. године у Београду. Поред певања, свира клавир и гитару. Као своје узоре са домаће сцене наводи Рељу Поповића и Николију. Приватно слуша рок музику, коју је заволела кроз одрастање захваљујући родитељима, а као омиљене музичке групе навела је Rammstein и AC/DC. Свој први сингл Утопиа објавила је 2019, а након тога и низ дуета са тадашњим партнером Војажем у периоду између 2019. и 2021, док их дует са Вуком Мобом под називом Кораци у ноћи доводи до веће пажње медија. Објављују песме под окриљем издавачке куће Генерација Зед. Године 2020. Војаж и Бресквица освајају награду за најбоље YouTube звезде на музичком догађају Music Awards Ceremony. Исте вечери, Бресквица је била номинована и за награду у категорији најбољи нови извођач. Исте године, уследиле су две награде на Оскару популарности у Бањој Луци за откриће годинe и YouTube сензацију.
Након раскида два извођача, долази и до прекида пословне сарадње. Бресквица започиње своју соло каријеру са синглом Bon Voyage, чији спот достиже преко милион прегледа за само 24 часа. За време пандемије ковида 19, одржала је свој први соло виртуелни концерт на музичкој платформи YouBox. Имала је неколико топ-десет синглова на топ-листи Billboard Croatia Songs, укључујући и 1. место са песмом Дрифт из 2023. Поред соло песама, Сава и Дунав и Ко то тамо, два дуета са Хенијем, постижу успех и налазе се на трендинг листама у Аустрији и Немачкој. На фестивалу Belgrade Music Week отпевала је песму Опрости ми, коју је посветила преминулом члану Амадеус бенда Бојану Златановићу Токану и страдалима у вишеструком убиству у ООШ „Владислав Рибникар” и околини Младеновца и Смедерева, 3. и 4. маја 2023. Постаје амбасадор популарне медијске франшизе Паклене улице у Србији. На дочеку 2024. наступила је као главни извођач на Тргу републике у Београду.
Крајем 2023. објављено је да ће учествовати на такмичењу Песма за Евровизију ’24. Више пута је изразила жељу да представља Србију на Песми Евровизије, нагласивши да „песма са којом би се такмичила за представника Србије на националном такмичењу треба да осликава земљу по тексту, музици, сценском наступу и значењу”. Дана 25. јануара објављена је песма Гнездо орлово, чији текст потписује Реља Торино, а музику и аранжман раде Хени и Џинсен. Наступала је у 1. полуфиналу 27. фебруара 2024. године и прошла у финале, где је освојила друго место.
Дебитантски студијски албум, Турбо и фолк, објавила је 29. новембра 2024.

## Приватни живот
Била је у вези са колегом музичарем Војажем. Пар је раскинуо у јануару 2021. након две године забављања. У јулу 2021. откривено је да је почела излазити са Немањом Станисављевићем који ради као полицајац и телохранитељ.

## Дискографија

### Студијски албуми
- Турбо и фолк (2024)

### Синглови
- Утопиа (2019)
- Врати ме (ft. Voyage, 2019)
- Буди ту (ft. Voyage, 2019)
- Кораци у ноћи (ft. Вук Моб, Voyage, 2019)
- C'est la vie (ft. Voyage, 2020)
- Дам (ft. Voyage, 2020)
- Безимена (ft. Voyage, 2020)
- Панцир (ft. Тања Савић, Voyage, 2020)
- Анђеле (ft. Voyage, 2020)
- Бели град (ft. Voyage, 2021)
- Срећан пут (2021)
- Маска (2022)
- Живот си мој (ft. MC Stojan, 2022)
- Лоша (2022)
- Мазохиста (2022)
- Лутка (2022)
- Лептир (2022)
- Сава и Дунав (ft. Henny, 2022)
- Лош (2022)
- Са анђелима (2023)
- Bad Boy (2023)
- Drift (ft. Теодора, 2023)
- До голе коже (2023)
- Види се (2023)
- Куме мој (2023)
- Гнездо орлово (2024)
- На њеним рукама (2024)
- Црни шећер (ft. Зорана Мићановић, 2024)

### Видеографија
| Спот             | Година | Режисер                             |
| ---------------- | ------ | ----------------------------------- |
| Utopia           | 2019   | Tsunami Production                  |
| Врати ме         | 2019   | Tsunami Production                  |
| Буди ту          | 2019   | Tsunami Production                  |
| Кораци у ноћи    | 2019   | Tsunami Production                  |
| C'est la vie     | 2020   | Игор Жећевић                        |
| Дам              | 2020   | Djordje Jovcic — YUNGGORG           |
| Безимена         | 2020   | Игор Жећевић                        |
| Панцир           | 2020   | Немања Новаковић                    |
| Анђеле           | 2020   | Игор Жећевић                        |
| Срећан пут       | 2021   | TOXIC ENTERTAINMENT                 |
| Маска            | 2022   | Игор Жећевић                        |
| Живот си мој     | 2022   | TOXIC ENTERTAINMENT                 |
| Лоша             | 2022   | Petar kacketdole & dffrntvibe       |
| Мазохиста        | 2022   | Djurdjina Samardžić GG help, debbug |
| Лутка            | 2022   | Андрија Гркић                       |
| Лептир           | 2022   | Petar kacketdole & dffrntvibe       |
| Балканска        | 2022   | Petar kacketdole & dffrntvibe       |
| Сава и Дунав     | 2022   | Petar kacketdole & dffrntvibe       |
| Лош              | 2022   | Petar kacketdole & dffrntvibe       |
| Bad Boy          | 2023   | Petar kacketdole & dffrntvibe       |
| Drift            | 2023   | Petar kacketdole & dffrntvibe       |
| Ко то тамо       | 2023   | Petar kacketdole & dffrntvibe       |
| До голе коже     | 2023   | Petar kacketdole & dffrntvibe       |
| Види се          | 2023   | Petar kacketdole & dffrntvibe       |
| Куме мој         | 2023   | Petar kacketdole & dffrntvibe       |
| Чини             | 2024   | Petar kacketdole & dffrntvibe       |
| Олово            | 2024   | Марко Тодоровић                     |
| Ало где си ти    | 2024   | Марко Тодоровић                     |
| Црни шећер       | 2024   | Petar kacketdole & dffrntvibe       |
| Ватра и дим      | 2024   | Petar kacketdole & dffrntvibe       |
| Нова ја'         | 2024   | Лука Јаковљевић                     |
| Краљ порока      | 2024   | Лука Јаковљевић                     |
| Натална          | 2024   | Петар Касалица                      |
| Кербер           | 2024   | Лука Јаковљевић                     |
| Стене            | 2024   | Лука Јаковљевић                     |
| Аустралија       | 2024   | Лука Јаковљевић                     |
| Деси се          | 2024   | Лука Јаковљевић,Петар Кастратовић   |
| Нисам ти ја мама | 2024   | Лука Јаковљевић                     |
| Знак             | 2024   | Петар Касалица                      |
| Славија          | 2024   | Лука Јаковљевић                     |
| Жетва            | 2024   | Лука Јаковљевић                     |
| Снег             | 2025   | Лука Јаковљевић,Петар Кастратовић   |
| Немогућа љубав   | 2025   | Лука Јаковљевић,Петар Кастратовић   |

## Награде и номинације
| Година | Награда                         | Категорија          | Песма        | Исход      | Реф.   |
| ------ | ------------------------------- | ------------------- | ------------ | ---------- | ------ |
| 2020.  | Music Awards Ceremony           | Најбоља звезда      | Врати ме     | Награда    |        |
| 2020.  | Music Awards Ceremony           | Нови извођач        | Утопиа       | Номинација |        |
| 2020.  | Оскар популарности у Бањој Луци | Откриће године      |              | Награда    |        |
| 2020.  | Оскар популарности у Бањој Луци | сензација           |              | Награда    |        |
| 2023.  | Music Awards Ceremony           | Балкан треп нумера  | Лоша         | Номинација | [ 46 ] |
| 2023.  | Music Awards Ceremony           | Вирални видео       | Лоша         | Номинација | [ 47 ] |
| 2023.  | Music Awards Ceremony           | Музички видео       | Лоша         | Номинација | [ 48 ] |
| 2023.  | Music Awards Ceremony           | Вирални видео       | Живот си мој | Номинација | [ 49 ] |
| 2023.  | Music Awards Ceremony           | Њу ејџ колаборација | Живот си мој | Номинација | [ 50 ] |
| 2023.  | Music Awards Ceremony           | Урбан поп нумера    | Лептир       | Номинација | [ 51 ] |